# SV Alsenborn
Sportverein 1919 Alsenborn e.V. is een Duitse voetbalclub uit Enkenbach-Alsenborn.
De club werd in 1919 opgericht als FV Alsenborn en speelde in de lagere amateurcompetities. In 1945 werd de huidige clubnaam aangenomen. In de jaren zestig begon de club aan een opmerkelijke opmars door drie jaar achter elkaar te promoveren om in 1964 in de Regionalliga Südwest te komen, een en ander onder leiding van oud-1. FC Kaiserslautern-speler Fritz Walter als coach. Samen met zijn oud-teamgenoot Hannes Ruth haalde hij meerdere oud-spelers van 1. FC Kaiserslautern naar Alsenborn. De Regionalliga was in die tijd het tweede niveau onder de Bundesliga.
De club werd in 1968, 1969 en 1970 kampioen in de Regionalliga Südwest maar slaagde er na promotiewedstrijden niet in om naar de Bundesliga te promoveren. In 1974 werd de competitie heringedeeld en zakte de club weer af naar de lagere amateurreeksen.